# Осека (Брестская область)
Осека (бел. Асека) — деревня в Берёзовском районе Брестской области Белоруссии. Входит в состав Селецкого сельсовета.

## География
Деревня находится в центральной части Брестской области, к югу от реки Ясельды, при автодороге Н-106, на расстоянии приблизительно 12 километров (по прямой) к северо-западу от города Берёза, административного центра района. Абсолютная высота — 159 метров над уровнем моря. Площадь населённого пункта — 0,4593 км².

## История
По состоянию на 1905 год, в Осеке проживало 104 человека. В административном отношении деревня входила в состав Селецкой волости Пружанского уезда Гродненской губернии.
Согласно Рижскому мирному договору (1921), деревня вошла в состав межвоенной Польши. Входила в состав гмины Селец Пружанского повета Полесского воеводства Польши. В 1921 году числилось 78 жителей, проживавших в 17 домах. В этническом составе населения того периода белорусы составляли 88 %, поляки — 12 %. В конфессиональном составе населения преобладали православные христиане (88 %) и католики — 12 %.
С 1939 года в БССР, с 1940 года деревня в составе Сошицкого сельсовета.

## Население
По данным переписи 2019 года, в деревне проживало 4 человека.
| Год  | Население, человек |
| ---- | ------------------ |
| 1905 | 104                |
| 1921 | ↘ 78               |
| 2009 | ↘ 12               |
| 2019 | ↘ 4                |